# Amok (jogo eletrônico)
Amok (às vezes escrito AMOK, A.M.O.K., A+M+O+K, ou A•M•O•K) é um jogo de ação para Sega Saturn em que um robô chamado de "Slambird" é guiado por nove cenários diferentes a fim de completar múltiplos objetivos. Estes cenários progridem lentamente pelo complexo industrial inimigo enquanto você guia Slambird completando objetivos simples (ex. alcançar certo ponto, até objetivos com destruir satélites inimigos e instalações). O jogo não foi bem recebido, por sua dificuldade na jogabilidade, mas seus gráficos foram bastante elogiados.

## História
A história se passa em um planeta fictício chamado Amok. Uma guerra entre corporações se arrasta por 47 anos seguidos, mas ao chegar do 47º ano, os combatentes selam um acordo de paz e um cessar fogo é firmado. No entanto, um negociador de armas anônimo, conhecido apenas como "The Bureau" não está satisfeito com o cessar fogo e planeja retomar a guerra atacando o coração de um grande complexo militar e o centro de pesquisas da ilha de Loso. Ao contratar o piloto de mechs e mercenário Gert Staun, comandando o mech de última geração "Slambird", ele espera alcançar seu objetivo.

## Níveis
Os primeiros níveis são submarinos, e possuem inimigos e obstáculos situados nesse tipo de cenário, incluindo tubarões e minas submersas. Ao progredir pelo jogo, os cenários começam a ficar mais urbanos. A lista de níveis incluem:
- Pré-nível: Submerso
- Nível 1: Deserto
- Nível 2: Deserto
- Nível 3: Cidade
- Nível 4: Quartel general(cidade)
- Nível 5: Oceano
- Nível 6: Base submarina
- Nível 7: Esgotos (Complexo inimigo)
- Nível 8: Complexo inimigo e parte final do jogo

## Jogabilidade
A jogabilidade segue um padrão de "localizar e destruir", onde você precisa destruir certas estruturas com um canhão que é anexado ao robô "Slambird". Inimigos como os tubarões, robôs inimigos e estruturas só poderão ser destruídos com esse canhão. No entanto, alguns inimigos podes ser destruídos simplesmente sendo esmagados, como por exemplo os soldados e minas.

### O Robô Slambird
O robô Slambird pode se transformar em dois modos diferentes, no entanto não é por livre vontade; O primeiro modo é o modo aquático, com propulsores guiando o mech pelo nível submarino. O modo mais usado, no entanto, e o modo "a pé", usado para explorar as áreas de terra. Os dois modos não são diferentes no controle, exceto na aparência e no modo de atirar torpedos no modo aquático ao invés de mísseis no modo a pé. Mísseis, mísseis com alto poder de destruição e bombas também podem ser disparados pelo robô e ao final um poder especial pode ser encontrado para enfrentar Svinet 17, o chefe final.

### Inimigos
O jogo possui muitos tipos diferentes de inimigos. Esses inimigos são divididos em dois grupos - os inimigos não corporativos e os inimigos corporativos - Os inimigos não corporativos não foram desenhados para destruir o robô, nem contratados pelas corporações, como por exemplo o morcego, o rato de aço e a formiga gigante que pode ser encontrada em níveis mais avançados. Já os inimigos corporativos são soldados e máquinas que foram criadas para destruir o robô Slambird. O inimigo final, "Svinet 17" é um robô que você precisa derrotar para vencer o jogo, e é o mais poderoso de todos os inimigos, sendo necessário um poder especial para derrotá-lo no último nível.

## Trilha sonora
A trilha sonora do jogo foi composta por Jesper Kyd e cada um dos níveis possui seu próprio tema, sempre com base na música eletrônica